# Camino del Hierro
Camino del Hierro es un barrio de la ciudad de Santa Cruz de Tenerife (Tenerife, Canarias, España), que se encuadra administrativamente dentro del distrito de Ofra-Costa Sur. 

## Demografía
| 2004  | 2005  | 2006  | 2007  | 2008  | 2009  | 2010  | 2014  |
| ----- | ----- | ----- | ----- | ----- | ----- | ----- | ----- |
| 1.394 | 1.401 | 1.382 | 1.334 | 1.325 | 1.319 | 1.350 | 1.206 |

## Edificios y lugares de interés
- Parroquia de Santa Teresa de Jesús
- Escuela de Arte y Superior de Diseño Fernando Estévez
- Parque Cuchillitos de Tristán

## Transportes
| Línea | Origen         | Parada   | Destino  |
| ----- | -------------- | -------- | -------- |
|       | Intercambiador | Chimisay | Trinidad |

En guagua queda conectado mediante la siguiente línea de Titsa: 
| Línea | Trayecto                           | Recorrido | Frecuencia |
| ----- | ---------------------------------- | --------- | ---------- |
| 915   | Intercambiador - Camino del Hierro | Recorrido | 30 minutos |